# Ralph Hill (Leichtathlet)

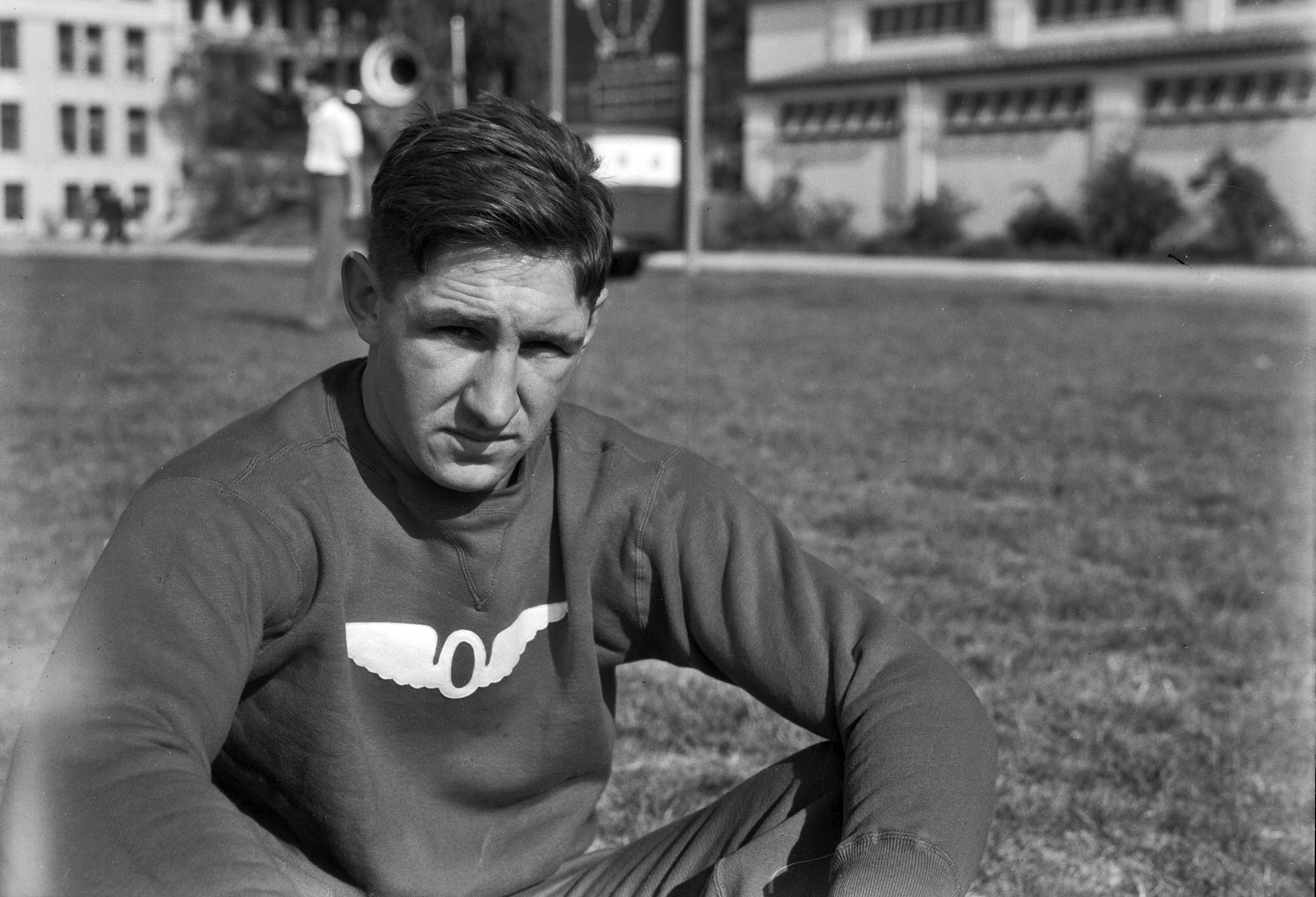
Ralph Hill (1932)

Ralph Anthony Hill (* 26. Dezember 1908 in Klamath Falls, Oregon; † 17. Oktober 1994 ebenda) war ein US-amerikanischer Leichtathlet, der in den frühen 1930er Jahren erfolgreich war. Er gewann eine olympische Silbermedaille. Hill studierte an der University of Oregon. Der 1,80 m große und 66 kg schwere Athlet startete für den Olympic Club San Francisco.

## Karriere
Ralph Hill machte im Jahr 1930 erstmals auf sich aufmerksam, als er bei einem Hochschulvergleich Oregon – Washington mit 4:12,4 min einen neuen Landesrekord über die nicht zum Programm der US-Meisterschaften gehörende 1 Meile aufstellte. Im Jahr 1932 gewann er in 14:55,7 min die Olympiaausscheidung über 5000 Meter. Auch diese Strecke wurde nicht bei den US-Meisterschaften gelaufen, abgesehen von einigen Jahren um die Jahrhundertwende, als man zwei bzw. drei Meister über 5000 Meter sowie über die kürzere 2-Meilen-Distanz gekürt hatte. Erst 1933, als Hill schon nicht mehr aktiv war, kamen die 5000 Meter ins Programm. Auf diese Weise blieb ihm der Gewinn eines Meistertitels versagt.
Dafür wurde er bei den Olympischen Spielen 1932 in Los Angeles jedoch entschädigt, wo er in 14:30,0 min auf Platz 2 zwischen zwei Finnen – Lauri Lehtinen (Gold in ebenfalls 14:30,0 min) und Lauri Virtanen (Bronze in 14:44,0 min) – kam und überdies aufgrund seiner Fairness Schlagzeilen machte. Hill versuchte im Endspurt, das Feld von hinten aufzurollen, kam aber an dem führenden Lehtinen nicht mehr vorbei, da dieser ihn durch Wechseln der Laufspur blockierte. Die empörten Zuschauer forderten die Disqualifikation des Finnen. Hill, der den Vorlauf mit rund sechs Sekunden Vorsprung vor Lehtinen gewonnen hatte, verzichtete jedoch auf einen Protest mit der Begründung, er könne sich nicht vorstellen, dass Lehtinen ihn absichtlich behindert habe, und außerdem sei er auch mit der Silbermedaille zufrieden.
Nach Beendigung seiner aktiven Laufbahn verdiente Hill sich seinen Lebensunterhalt als Farmer.
1992 ehrte ihn die Henley High School seiner Heimatstadt, indem sie das Sportgelände nach ihm benannte.